# Cirrhilabrus nahackyi
Cirrhilabrus nahackyi là một loài cá biển thuộc chi Cirrhilabrus trong họ Cá bàng chài. Loài này được mô tả lần đầu tiên vào năm 2012.

## Từ nguyên
Từ định danh nahackyi được đặt theo tên của Anthony “Tony” Nahacky, một người thu thập cá cảnh biển, cũng là người đã thu thập mẫu định danh của loài cá này.

## Phạm vi phân bố và môi trường sống
C. nahackyi được tìm thấy tại đảo Viti Levu (Fiji) và đảo Tongatapu (Tonga). Các mẫu vật của C. nahackyi được thu thập gần các rạn san hô trên nền đá vụn ở độ sâu khoảng 35–50 m.

## Mô tả
Chiều dài lớn nhất được ghi nhận ở C. nahackyi là 6,5 cm.
Cá cái màu vàng cam, có các sọc đỏ dọc theo chiều dài cơ thể ở hai bên thân. Vây lưng trong mờ, có viền đen ở rìa. Cá đực màu vàng cam, chuyển thành màu đỏ cam ở gáy và lưng trước. Vây lưng có màu vàng lục lốm đốm các vệt đen mờ (có thể có các vệt màu xanh da trời ở phần trước của vây), phần vây phía sau có vệt đen sẫm nổi bật gần rìa và một vệt đỏ mờ hơn nằm bên dưới, gốc vây phía sau có màu vàng tươi (đen dần về phía trước); tia gai đầu tiên màu đen, vươn dài hơn những tia gai còn lại. Vây bụng và vây hậu môn có màu vàng, vây hậu môn có viền màu tím ở rìa. Vây đuôi bo tròn, màu đỏ tươi và có một viền đen rất mỏng ở rìa.
Số gai ở vây lưng: 11; Số tia vây ở vây lưng: 9; Số gai ở vây hậu môn: 3; Số tia vây ở vây hậu môn: 9; Số tia vây ở vây ngực: 15; Số gai ở vây bụng: 1; Số tia vây ở vây bụng: 5; Số lược mang: 14–15.

## Phân loại học
C. nahackyi được gộp vào một nhóm phức hợp loài cùng với Cirrhilabrus efatensis và Cirrhilabrus bathyphilus, đặc trưng bởi đốm đen ngay trước vây lưng, cơ thể có các tông màu đỏ và cam, cũng như phần gáy sẫm màu hơn phần thân còn lại.

## Thương mại
C. nahackyi được thu thập trong ngành buôn bán cá cảnh.